# (7786) 1994 TB15
1994 تي بي 15 (ويعرف أيضًا باسم (7786) 1994 تي بي 15 وفق تسمية الكوكب الصغير) (بالإنجليزية: 1994 TB15)‏ هو كويكب ضمن حزام الكويكبات؛ وترتيبه 7786 من حيث الاكتشاف.
اكتُشف هذا الجُرم الفلكي بواسطة تاكيشي أوراتا ‏ في 14 أكتوبر 1994.

## وصلات خارجية
- (7786) 1994 TB15 في قاعدة بيانات مختبر الدفع النفاث لأجرام النظام الشمسي الصغيرة

- الاكتشاف · مخطط المدار ·  العناصر المدارية · المعلمات المادية

- (7786) 1994 TB15 على موقع ويكي سكاي: DSS2, SDSS, GALEX, IRAS, Hydrogen α, X-Ray, Astrophoto, Sky Map, Articles and images